# Aliki Vougiouklaki

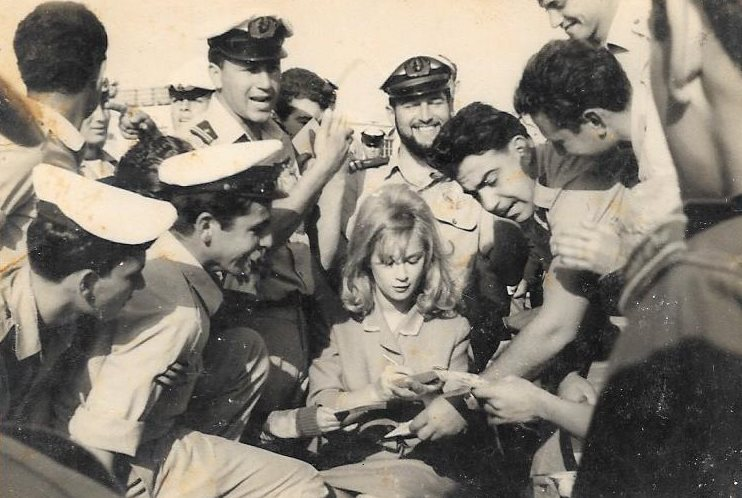
Aliki Vougiouklaki bei der Verteilung von Autogrammen 1964 in Israel

Aliki  Stamatina Vougiouklaki (griechisch Αλίκη Σταματίνα Βουγιουκλάκη, * 20. Juli 1934 in Marousi; † 23. Juli 1996 in Athen) war eine griechische Schauspielerin.

## Leben
Aliki Vougiouklaki wurde als Tochter von Emilia Koumoundourou und Ioannis Vougiouklakis, Rechtsanwalt, in Marousi geboren. Ihr Vater war in der Zeit der deutschen Besetzung Gouverneur von Arkadien auf der Peloponnes (1941–1943) und wurde, kurz nachdem er von seinem Posten zurückgetreten war, 1943 von der Griechischen Befreiungsarmee ELAS ermordet.
Sie und ihre beiden Geschwister wuchsen ohne Vater auf. 1952 bewarb sie sich heimlich an der Schauspielschule des Nationaltheaters (Δραματική Σχολή του Εθνικού Θεάτρου) in Athen und wurde angenommen.
Sie war zweimal verheiratet, 1965–1975 mit dem Schauspieler und Regisseur Dimitris Papamichail; mit ihm bekam sie 1969 einen Sohn, Iannis Papamichail.
Im April 1996 wurde bei ihr Leberkrebs diagnostiziert. Sie verstarb am 23. Juli 1996 und wurde auf Staatskosten auf dem Ersten Athener Friedhof beerdigt. An ihrer Beerdigung nahmen zahlreiche Personen aus der Filmbranche und unzählige ihrer Fans teil.

## Karriere
Schon während ihrer Ausbildung hatte Vougiouklaki 1953 ihren ersten Theaterauftritt als Louison in Molières Der eingebildete Kranke. Kurz darauf folgte 1954 ihr erster Film, in dem sie gleich eine Hauptrolle übernahm: Das Mäuschen (To Pontikaki, Το ποντικάκι). Nach drei Jahren schloss sie ihre Ausbildung als Schauspielerin ab. Vougiouklaki trat in insgesamt 42 Filmen auf und wurde zu einer der beliebtesten und bekanntesten griechischen Schauspielerinnen. Ihr Film Ipolochagos Natassa (1970) war über drei Jahrzehnte der größte Publikumserfolg eines Kinofilms in Griechenland.
1960 wurde sie auf dem Internationalen Filmfestival Thessaloniki für ihre Darstellung in Madalena als beste Schauspielerin ausgezeichnet. Eine wichtige Rolle spielte bei ihrem Erfolg auch die Tatsache, dass sie in ihren Filmen zahlreiche Lieder sang, die unter anderem von Stavros Xarchakos, Mimis Plessas, Manos Loizos, Thanos Mikroutsikos, Mikis Theodorakis und Manos Hadjidakis geschrieben waren. Die Schallplatte von To Xylo vgike apo to paradeiso, von Vougiouklaki gesungen mit Musik von Hadjidakis, wurde in Griechenland eine Goldene Schallplatte.
Außer in Filmen spielte sie auch in zahlreichen Theaterstücken und Musicals mit, wie beispielsweise Evita, Cabaret, My Fair Lady. 1971 eröffnete sie ihr eigenes Theater Theatro Aliki (Θέατρο Αλίκη) in der Odos Amerikis 4 im Zentrum Athens. Dort trat sie bis zu ihrem Tod 1996 regelmäßig auf. Das Theater wurde 2006 renoviert und ist noch in Betrieb.
Bei einer Umfrage des griechischen Fernsehsenders SKAI zu den größten und wichtigsten Griechinnen und Griechen (Μεγάλοι Έλληνες, Januar 2009) erreichte Vougiouklaki unter Politikern, Musikern und Philosophen den 88. Platz. Schon zu Lebzeiten wurde sie als Star Griechenlands (εθνική σταρ της Ελλάδος) bezeichnet.
Auch heute noch werden zahlreiche ihrer Filme im griechischen Fernsehen gezeigt.

## Filmografie
- 1954: To Pontikaki
- 1955: O Agapitikos tis voskopoulas
- 1956: To Koritsi me ta Paramythia
- 1957: Maria Pentagiotissa
- 1957: Diakopes stin Aegina
- 1957: Haroumeni Alites
- 1957: Erotas stous ammolofous
- 1957: I Zaboliara
- 1958: Mimikos kai i Mairi
- 1958: Erotikes Istories
- 1958: Mousitsa
- 1958: Astero
- 1959: To Xylo vgike apo ton paradeiso
- 1960: To Klotsoskoufi
- 1960: Madalena
- 1960: I Aliki Sto Naftiko
- 1961: Liza kai I Alli
- 1962: Aliki, my Love
- 1962: To Taxidi
- 1963: I Pseftra
- 1963: Chtipokardia sto thranio
- 1964: Paras ki o Foukaras
- 1964: I Soferina
- 1964: To Doloma
- 1965: Moderna stachtopouta
- 1966: Diplopennies
- 1966: Kori mou i Sosialistria
- 1967: Ach, afti i gynaika mou
- 1967: To Pio Lampro Asteri
- 1968: To Koritsi tou Luna Park
- 1968: I Agapi Mas
- 1968: Archontissa ki o Alitis
- 1969: I Daskala me ta Xantha Mallia
- 1969: Neraida kai to Pallikari
- 1970: Ena Astio Koritsi
- 1970: Ipolochagos Natassa
- 1971: S'Agapo
- 1971: I Kori tou Heliou
- 1972: I Aliki Dictator
- 1972: I Maria tis Siopis
- 1980: Poniro Thyliko, Katergara Gynaika
- 1981: Kataskopos Nelli